# DV (tygodnik)
DV (Dagblaðið Vísir) – islandzki tygodnik wydawany w Reykjavíku.
Pismo powstało w 1981 roku w wyniku połączenia się dwóch niezależnych gazet: „Dagblaðið” i „Vísir”.